# Africaterphis gertschi
Africaterphis gertschi är en tvåvingeart som först beskrevs av Evert I. Schlinger 1960.  Africaterphis gertschi ingår i släktet Africaterphis och familjen kulflugor. Inga underarter finns listade i Catalogue of Life.